# Badr Benoun
Badr Benoun (arabisch بدر بانون, DMG Badr Bānūn; geboren am 30. September 1993 in Casablanca) ist ein marokkanischer Fußballspieler.

## Karriere

### Klub
Er ging zur Saison 2013/14 aus der Jugend von Raja Casablanca fest in die erste Mannschaft über. Zuerst wurde aber erst einmal an für den Rest der Spielzeit an Wydad Fes verliehen. Zur neuen Saison ging es aber ein weiteres Mal per Leihe weg von seinem Stammklub, diesmal bis zum Saisonende zu RS Berkane. Anschließend daran verblieb er endlich bei seinem Klub und spielte hier für die nächsten fünf Jahre. Im November 2020 verließ er erstmals sein Heimatland und wechselte nach Ägypten zu El Ahly. Seit der Spielzeit 2022/23 ist er beim Qatar SC in Katar unter Vertrag.

### Nationalmannschaft
Seinen ersten bekannten Einsatz für die marokkanische Nationalmannschaft hatte er am 13. August 2017 bei einem 1:1 gegen Ägypten während der Qualifikation für die Afrikanische Nationenmeisterschaft 2018. Hier stand er in der Startelf und trug in der 52. Minute mit dem 1:1 mit einem ersten Tor zum Endergebnis bei. Nach einigen weiteren Qualifikationsspielen, war er auch abschließend Teil des Kaders bei der Endrunde und gewann am Ende mit seiner Mannschaft das Turnier. Zuletzt war er auch beim FIFA-Arabien-Pokal 2021 im Einsatz.